# Синицький Олег Васильович
Олег Васильович Синицький (нар. 29 квітня 1968, Ровно) — радянський та український футболіст, що грав на позиції захисника. Відомий за виступами у низці клубів вищого дивізіону СРСР та України, найбільш відомий за виступами за рівненський «Верес», у складі якого зіграв понад 270 матчів у чемпіонат СРСР та України різних рівнів, а також у Кубку України.

## Клубна кар'єра
Олег Синицький народився в Рівному, і розпочав свою футбольну кар'єру в місцевій команді майстрів «Авангард», який виступав у другій союзній лізі. Молодий футболіст відразу зумів пробитися до основного складу команди, і за 5 сезонів зіграв 161 матч в чемпіонаті СРСР. Успішна гра молодого захисника привернула увагу тренерського штабу команди вищої ліги СРСР «Металіст» із Харкова, у якій Синицький провів останній чемпіонат СРСР у 1991 році, та зіграв за харківський клуб 17 матчів чемпіонату та 3 матчі Кубку СРСР.
У 1992 році Олег Синицький розпочинає виступи у чемпіонаті незалежної України матчами за вищоліговий клуб «Карпати» зі Львова, у якому зіграв 12 матчів. Другий чемпіонат України футболіст розпочинає за інший вищоліговий клуб «Волинь» із Луцька, у якому грав до кінця 1992 року, та провів у чемпіонаті України 10 матчів.З початку 1993 року футболіст повертається до Рівного, команда якого на той час змінила назву на «Верес», та вийшла до вищої української ліги. Проте цього разу гравцем основи рівненського клубу Синицький був лише півроку, а з початку сезону 1993—1994 він був лише запасним, та жодного разу не виходив на поле. Це зумовило його перехід у жовтні 1993 року до першолігового житомирського «Хіміка», за який він зіграв лише 2 матчі, а з початку 1994 року став гравцем вищолігового клубу «Нива» з Вінниці. За півроку футболіст знову стає гравцем «Волині», проте й цього разу за луцьку команду виступав лише півроку, за які зіграв у вищій українській лізі 10 матчів. Після невеликої перерви у виступах Синицький з початку сезону 1995—1996 повертається до «Вереса», який на той час уже вибув до першої ліги. Фінансування рівненської команди на той час остійно погіршувалось, і після сезону 1996—1997 «Верес» вибув до другої ліги. Олег Синицький виступав у складі рівненської команди й у другій лізі, до кінця 1999 року, після чого завершив кар'єру професійного футболіста. Пізніше футболіст виступав у чемпіонаті області та аматорському чемпіонаті України за радивилівський «Сокіл» та млинівську «Ікву». У 10-х роках ХХІ століття Олег Синицький грав у ветеранському чемпіонаті області за рівненську «Славію».